# Атанасій Фальковський
Атанасій Фальковський (пол. Atanazy Falkowski; 1736, Луцьк — після 1818) — церковний діяч, ієромонах-василіянин, передостанній протоархимандрит Василіянського Чину (1793–1802) перед його скасуванням в Російській імперії.

## Життєпис
Походив з Луцька. Син Станіслава і Олександри (до шлюбу Домбровська). До василіян вступив у Литовську провінцію. Вічні обіти склав 1763 року в Битенському монастирі. Богословські студії продовжив у Римі в Папській Урбаніанській колегії Пропаганди Віри (прийнятий 21 вересня 1772 року). Наступного року 13 квітня в Римі висвячений на священника владикою Джованні Крізостомо де Клюні, O.F.M. Conv. Повернувшись із Риму, був викладачем вимови у Володимирі (1773—1774) і викладачем богослов'я в Жировичах (1782—1783). Близько 1787 року мешкав у Вільні, а незадовго в 1788 році на Генеральній капітулі Василіянського Чину був обраний протоігуменом Литовської провінції (до 1792 року).
1790 року тодішній протоархимандрит Порфирій Скарбек-Важинський отримав номінацію на Холмську єпархію, його заступив протоконсультор Максиміліан Вільчинський, якому Апостольський Престол надав титул протоархимандрита і право вживати протоархимандричі понтифікалії. Після смерті Вільчинського (29 липня 1793), за приписами Конституцій 1772 року, члени Генеральної та Провінційних управ вибрали Генеральним Вікарієм Атанасія Фальковського, якому Апостольський Престол теж надав титул протоархимандрита і право вживати понтифікалії. Василіянським Чином він управляв недовго, бо вже в 1795 році всі монастирі василіян підпорядковано полоцькому архиєпископу Іраклію Лісовському. 11 грудня 1800 року декретом імператора Павла І василіяни були звільнені з-під влади архієпископа Лісовського і Атанасій Фальковський поновився на уряді протоархимандрита.
На 8 вересня 1802 року Атанасій Фальковський ще скликав останню Генеральну капітулу Василіянського Чину, на якій було обрано останнього протоархимандрита о. Юста Гусаковського. У 1804 році перебував у Тороканському монастирі на Білорусі.